# Hyperoxalurie type 1
L'hyperoxalurie type 1 est la plus fréquente des hyperoxaluries primaires, résultat d'un déficit enzymatique hépatique péroxysomal : l'alanine glyoxylate aminotransférase (ou AGXT) qui convertit le glyoxylate en glycine.
En absence d'alanine-glyoxylate-aminotransférase, la glyoxylate est transformée en oxalate qui s'accumule sous forme calcique insoluble dans le rein et les autres organes.

## Épidémiologie
L'incidence est d'environ 100 cas par million de naissances et par an.

## Clinique
Les manifestations de cette maladie sont : lithiase du rein (calcul), néphrocalcinose (en) (dépôt d'oxalate de calcium dans le parenchyme rénal) et insuffisance rénale par néphrocalcinose.
Le début des signes apparaît entre 1 et 25 ans (en moyenne vers 5 ans) mais le diagnostic est fait souvent des années plus tard. Dix pour cent (10 %) des personnes atteintes ont des manifestations sévères commençant avant un an avec ralentissement de la croissance, néphrocalcinose, anémie et acidose métabolique. Les autres personnes atteintes ont comme première manifestation des lithiases rénales qui récidiveront dans un petit nombre de cas.
En l'absence de traitement, une insuffisance rénale apparaît inexorablement et peut être la circonstance de découverte dans plus de la moitié des cas.

## Diagnostic
Le taux d'oxalate urinaire est élevé et est indicateur du pronostic rénal. Les calculs rénaux sont à base d'oxalate de calcium mais cela ne discrimine pas la cause. Le calcium urinaire est typiquement bas.
Le taux de glycolate urinaire est également augmenté mais cela est retrouvé aussi dans le type 3.
Le diagnostic est fait en recherchant une mutation sur le gène AGXT dont le type est indicateur sur le pronostic. Cette recherche peut être fait dans le cadre d'un diagnostic pré-natal.

## Traitement
De manière non spécifique, des boissons abondantes sont recommandés pour diminuer le risque de survenue de lithiase. L'alcalinisation des urines par l’absorption de citrates permet d'éviter la précipitation de l'oxalate de calcium en calcul.
La production d'oxalates étant hépatique dans les hyperoxaluries primaires, l’absorption digestive des oxalate ne joue pas un grand rôle. Un régime strict pauvre en oxalate n'est donc pas impératif. Des probiotiques peuvent augmenter l'excrétion digestive des oxalates mais ne sont pas, en pratique, très efficaces.
la lithotripsie extracorporelle par ultrasons n'est pas recommandée, les calculs étant difficilement friables par cette technique, avec un risque de lésion rénale.
En cas d'insuffisance rénale sévère, une hémodialyse peut être mise en route.
La transplantation rénale isolée expose à un risque élevé de récidive de la maladie sur le greffon. Une transplantation hépatique est parfois proposée dans un premier temps (les oxalates étant synthétisés par le foie) permettant une stabilisation de la maladie rénale, voire une régression de cette dernière. le choix le plus fréquent est celui d'une double transplantation, rénale et hépatique, donnant de bons résultats à long terme.
La prise de pyridoxine permet une diminution sensible de l'excrétion urinaire d'oxalate mais uniquement dans certaines formes de la maladie correspondant à une mutation spécifique.
Le lumasiran est un ARN interférent ciblant l'alanine glyoxylate aminotransférase et permet de réduire, voire de normaliser, l'excrétion urinaire d'oxalate.